# Yenikuyu, Karapınar
Yenikuyu là một xã thuộc huyện Karapınar, tỉnh Konya, Thổ Nhĩ Kỳ. Dân số thời điểm năm 2011 là 280 người.